# Caularthron bicornutum
Caularthron bicornutum es una especie de orquídea epifita originaria de Sudamérica.

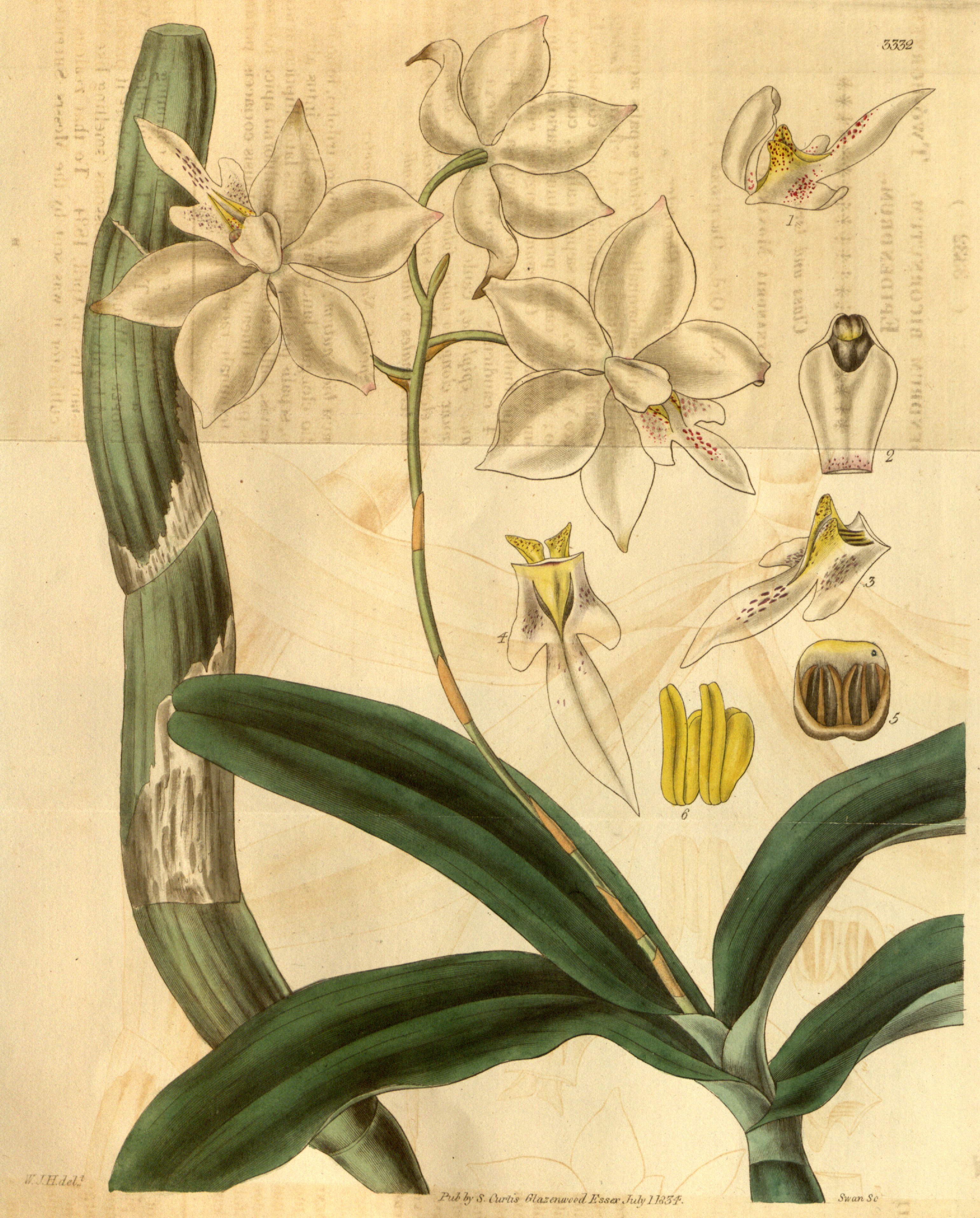
Ilustración

## Descripción
Es una orquídea de tamaño mediano, que prefiere el clima cálido, tiene hábitos de epífita o litofita ocasional, comúnmente llamada la Virgen orquídea, con un largo pseudobulbo cilíndrico, alargado o fusiforme, ovoide envueltos por brácteas de color blanco, parecido al papel que llevan de 3 a 4 hojas,  carnosas o coriáceas, oblongas o elíptico-oblongas, obtusas. Florece a finales desde el invierno hasta la primavera en una inflorescencia erecta de 15 a 40 cm de largo,  delgada y terminal, en forma de racimo, que tiene  3-20 flores que abren sucesivamente, fragantes, cerosas con pequeñas brácteas y pedicelos retorcidos que son duraderas y surgen en pseudobulbos recién madurados. La inflorescencia aparece en el otoño y crece desde finales del invierno a la primavera. Se encuentran a menudo en asociación con las hormigas que viven en una cavidad hueca con una entrada en la base de los pseudobulbos mayores. Esta especie puede florecer fuera del vértice de un pseudobulbo emergente que no se desarrolla  más si la planta está bajo estrés. Precisa de luz brillante, abundante agua durante su crecimiento y una disminución en el invierno que asegura una planta de floración normal saludable. 

## Distribución y hábitat
Se encuentra cerca del mar en las rocas o acantilados o ríos en Colombia, Venezuela, Guyana, Guayana Francesa, Surinam, Brasil y Trinidad y Tobago.

## Taxonomía
Caularthron bicornutum fue descrita por (Hook.) Raf. y publicado en Flora Telluriana 2: 41. 1836[1837].
Etimología
Caularthron  (abreviado Clrth.): nombre genérico que procede del griego  "kaulos" = "tallo" y  "arthron" = "juntos", en referencia a sus  pseudobulbos que se encuentran agrupados.
bicornutum: epíteto latino que significa "con dos cuernos".
Sinonimia
- Diacrium bicornutum Benth.
- Epidendrum bicornutum Hook. basónimo[5][1]
- Caularthron kraenzlinianum Jones 1980;
- Diacrium amazonicum Schlechter 1925;